# Constança I de Sicília
|  | Aquest article tracta sobre la muller reina de Sicília, esposa de l'emperador Enric VI del Sacre Imperi Romanogermànic. Vegeu-ne altres significats a «Constança de Sicília (desambiguació)». |

Constança de Sicília (1154-27 de novembre de 1198) va ser l'hereva dels reis normands de Sicília i l'esposa d'Enric VI del Sacre Imperi Romanogermànic. Va ser coreina de Sicília del 1194 al 1198, de forma conjunta amb el seu marit fins al 1197 i amb el seu fill nounat Frederic II.

## Biografia
Constança va ser la filla pòstuma de Roger II de Sicília i la seva tercera esposa Beatriu de Rethel. Constança no va ser promesa fins als trenta anys, cosa molt inusual en aquells temps i encara més per a una princesa el matrimoni de la qual era clau en les aliances dinàstiques. Aquest fet va donar lloc a històries posteriors que afirmaven que havia estat una monja i que havia obtingut la dispensa papal per deixar els vots i casar-se, o també que era increïblement lletja. No es coneix cap base sòlida per a cap d'aquests rumors.
La mort del seu nebot Enric de Càpua el 1172 la va convertir en l'hereva aparent de la corona siciliana després de l'altre nebot, el rei Guillem II, que no es va casar fins al 1177, i no va tenir descendència.
No es coneixen els motius pels quals Guillem II va esperar tant a trobar un espòs per a la seva tieta, però el 1184 la va prometre a Enric, el futur emperador Enric VI, amb qui es casaria dos anys després: el 27 de gener de 1186. És improbable que Guillem busqués amb aquesta aliança la unió de les corones siciliana i germànica, però la unió va preocupar el papat en observar com el gran regne al sud de la península Itàlica s'unia amb l'imperi del nord.
Els nobles normands tampoc volien un rei Hohenstaufen. Tot i que el rei Guillem II els havia fet reconèixer Constança com a hereva si ell moria sense fills, quan morí el 1189 el seu cosí Tancred va prendre el tron. Tot i que Tancred era un fill il·legítim, tenia el suport de la majoria de nobles del regne.
El sogre de Constança va morir el 1190, i l'any següent Enric i Constança foren coronats emperador i emperatriu. Constança va acompanyar el seu marit al capdavant d'un gran exèrcit imperial per prendre el tron a Tancred. Les viles del nord del regne van obrir les portes a Enric, incloent-hi les fortaleses de Càpua i Aversa. Salern, la capital continental de Roger II, va enviar una carta donant la benvinguda a Enric i convidant Constança a hostatjar-se al palau del seu pare mentre durés la calor estival. Nàpols va ser la primera plaça que va oferir resistència a Enric, i durant el setge de la ciutat la malària es va escampar entre el seu exèrcit obligant-lo a abandonar el regne. Constança es va quedar a Salern amb una petita guarnició per demostrar que el seu marit tornaria aviat amb un nou exèrcit.

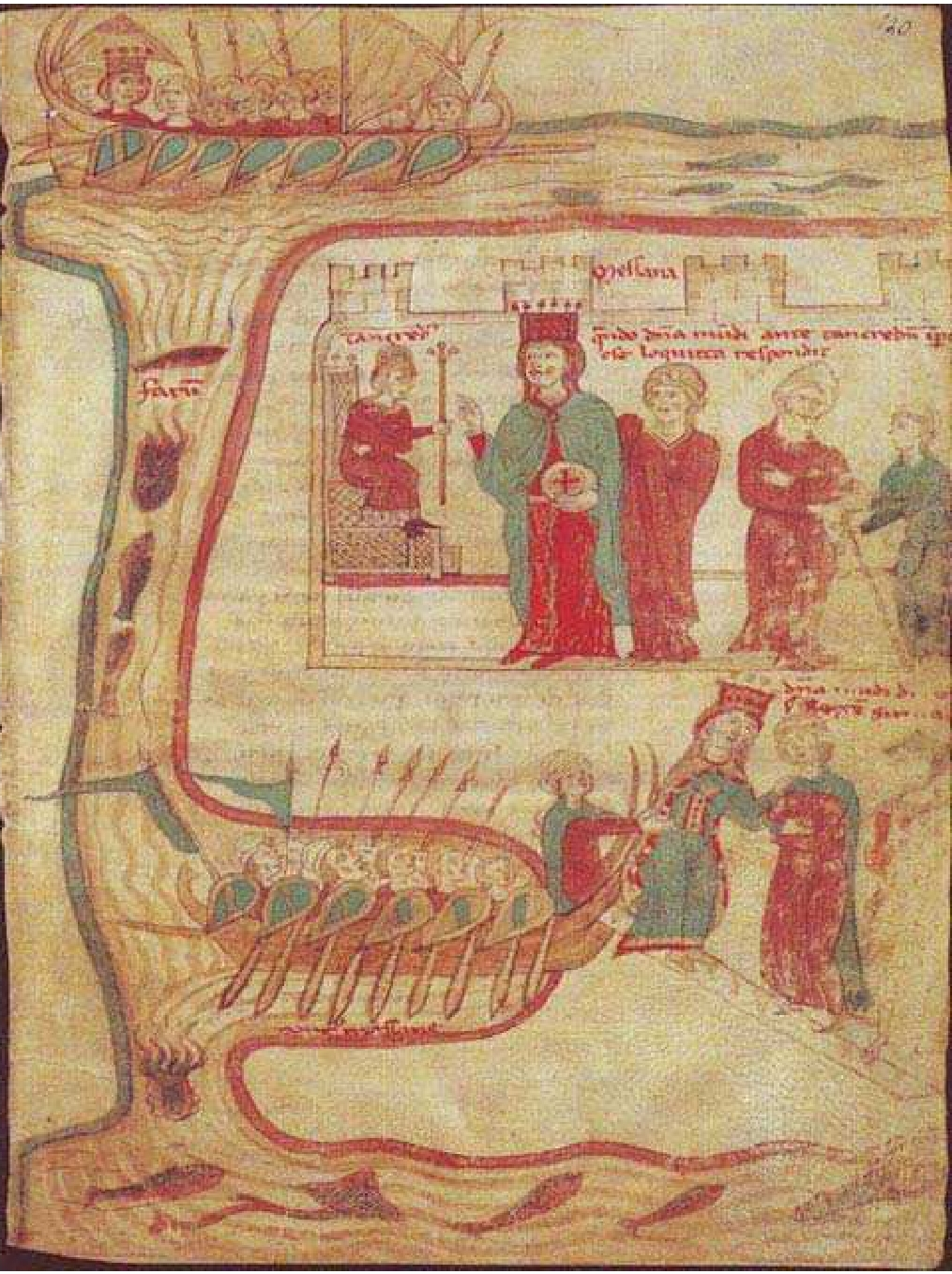
Constança empresonada, al Liber ad honorem Augusti.

Un cop Enric es va retirar, moltes de les viles que suposadament s'havien sotmès a l'imperi van començar a declarar la seva lleialtat a Tancred. La població de Salern va veure l'oportunitat d'aconseguir el favor de Tancred (i evitar represàlies), i li va lliurar Constança. Tancred va negociar el retorn de Constança a canvi que el papa Celestí III el declarés rei legítim de Sicília.
Enric ja estava preparant una nova invasió de Sicília quan Tancred va morir el 1194. Enric va dirigir l'exèrcit imperial alemany al sud d'Itàlia transportat per una poderosa flota, subministrada en gran part pels pisans i genovesos. Enric va trobar escassa resistència i va entrar el 20 de novembre entrava a Palerm, la capital del Regne de Sicília, per ser coronat el 25 de desembre. Mentre Enric avançava ràpidament cap al sud amb el seu exèrcit, Constança ho feia més lentament, perquè estava embarassada. El 26 de desembre, l'endemà de la coronació d'Enric a Palerm, va donar llum a un nen al petit poble de Jesi. L'infant Frederic seria el futur Frederic II esperava el seu fill posaria Alemanya, Itàlia i Sicília sota un únic governant, cosa que deixaria els Estats Pontificis extremadament vulnerables.
Enric va romandre unes setmanes a Sicília, llavors va dirigir-se a la península italiana, i en abril de 1995, a Alemanya.

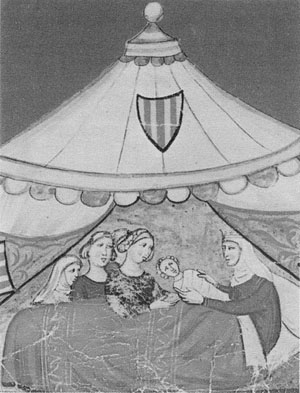
El naixement de Frederic II

Constança tenia 40 anys, i sabia que molts posarien en dubte que el fill era realment seu. Per això va tenir el nen en un pavelló erigit enmig de la plaça del mercat, i va convidar totes les llevadores del poble a presenciar el naixement. Uns dies després va tornar a la plaça del poble per donar mamar al nen en públic.
Enric va morir el 1197. L'any següent Constança va fer coronar el seu fill de tres anys Frederic com a rei de Sicília, i en el seu nom va dissoldre els vincles que el seu difunt marit havia creat entre els governs de Sicília i de l'imperi. Durant el seu govern va adoptar moltes polítiques diferents de les d'Enric. Va envoltar-se de consellers locals i va excloure l'ambiciós Markward von Anweiler de la seva posició de poder. Constança va buscar la distensió en les relacions amb el papat, i va posar el seu fill sota la protecció del nou papa Innocenci III, cedint els drets reials tradicionals sobre els consells de l'església, els legats, les apel·lacions i les eleccions, deixant-li només el dret d'aprovar un bisbe electe abans que pogués ocupar la seva seu.
Constança no va fer cap menció a cap dret a la corona germànica i a l'imperi quan el seu fill va ser ungit i coronat a Palerm el maig del 1198. Pretenia educar el seu fill com a sicilià aliè a la guerra que enfrontava els prínceps alemanys per la corona germànica. Quan va morir a finals de novembre de 1198 no podia esperar que el seu fill acabaria esdevenint emperador.